# Пуерарія
Пуера́рія (Pueraria) — рід багаторічних дерев'янистих ліаноподібних рослин родини бобових. Складається з 15–20 видів. Природний ареал — Східна Азія, Південна Азія, Південно-Східна Азія. Листки трійчасті. Квітки червоні, фіолетові або блакитні, зібрані в довгі китиці. Плід — біб. У Криму і на Кавказі вирощують як декоративну пуерарію шорстку (Р. lobata, синонім Р. hirsuta). Використовується в Китаї і Японії як кормова, прядильна або сидеральна рослина. Корені та боби, які містять до 40 % крохмалю, вживають в їжу. Стебла дають міцне волокно. Гарний укріплювач ґрунту. Легко дичавіє, утворюючи хащі.

## Види
- Pueraria alopecuroides Craib
- Pueraria bella Prain
- Pueraria calycina Franch.
- Pueraria candollei Benth.
- Pueraria edulis Pamp. (Syn.: Pueraria bicalcarata Gagnep., Pueraria quadristipellata W.W.Sm.)
- Pueraria garhwalensis L.R.Dangwal & D.S.Rawat
- Pueraria imbricata Maesen
- Pueraria lacei Craib
- Pueraria lobata (Willd.) Ohwi (1947)
- Pueraria montana (Lour.) Merr.
- Pueraria peduncularis (Benth.) Benth.
- Pueraria phaseoloides (Roxb.) Benth.
- Pueraria pulcherrima (Koord.) Koord.-Schum.
- Pueraria sikkimensis Prain
- Pueraria stracheyi Baker
- Pueraria stricta Kurz
- Pueraria tuberosa (Willd.) DC.
- Pueraria wallichii DC.